# Gospodarska zona Vukovar
Gospodarska zona Vukovar prostire se uz rijeku Dunav na potezu između komleksa kombinata Borovo i Luke Vukovar na površini od 33 hektara. Zona ima izvrstan prometni položaj koji je definiran naslanjanjem na luku Vukovar, ali i položajem uz cestovne pravce D55 Vukovar-Vinkovci-Županja te D2 Osijek-Vukovar-Ilok čime je osigurana kvalitetna i brza veza prema paneuropskim cestovnim koridorima 10 i 5c. Također, zona je željezničkom infrastrukturom povezana na čvorište Vinkovci koje je udaljeno 19km, a cijeli kraj je uključen i u zračni promet putem zračne luke Klisa koja se nalazi 20km sjevernije na cesti prema Osijeku.
Položaj grada i zone na Dunavu te kvalitetna pozicija luke (položaj koji omogućuje plovnost te pretovar tijekom cijele godine i pri vrlo niskim i visokim vodostajim)  svakako je najveća prednost ove zone jer omogućuje povezivanje dunavskim koridorom koji omogućuje neprekinutu komunikaciju na potezu Rotterdam-Crno more, a izgradnjom kanala Dunav (Vukovar) - Sava (Šamac) te stvaranjem državne linije kombiniranog transporta na relaciji Vukovar-Zagreb-Rijeka, grad se pozicionira i kao važna ulazno-izlazna točka roba i usluga sa širim međunarodnim značajem čime se otvara znatan potencijal gospodarskog razvoja šire regije.
Zona je trenutno (travanj 2007.) u visokoj fazi izgradnje, a dovršetak radova se očekuje u drugoj polovici 2007. Početak prve faze izgradnje kanala Dunav-Sava, na potezu od Vukovara do Nuštra, očekuje se do kraja godine (prema zadnjim informacijama objavljenim u medijima).